# 23644 Yamaneko
23644 Yamaneko è un asteroide della fascia principale. Scoperto nel 1997, presenta un'orbita caratterizzata da un semiasse maggiore pari a 2,3957079 UA e da un'eccentricità di 0,1266437, inclinata di 2,13880° rispetto all'eclittica.